# Service de la protection
Le service de la protection (SDLP) est un service de la Police nationale française chargé de missions de protection rapprochée et d'accompagnement de sécurité au profit des dirigeants ou ex-dirigeants de la République française, de ses hôtes étrangers, de personnes spécialement menacées ou bien encore de diplomates français dans les pays à risque tels que le Liban et anciennement en Afghanistan et en Syrie, conjointement avec le RAID. Le service met également en œuvre les mesures nécessaires à l'organisation matérielle et à la sécurité des visites officielles en France et à l'étranger. Il assure la surveillance et la protection des bâtiments et emprises de l'administration centrale du ministère de l'Intérieur.

## Histoire
Après l'assassinat d'Alexandre Ier et le meurtre de Louis Barthou, député-maire d'Oloron-Sainte-Marie (Pyrénées-Atlantiques) et ministre français des Affaires étrangères à Marseille, en 1934, est créé le « service des voyages officiels et de la sécurité des hautes personnalités » (SVOSHP), abrégé dans le langage policier en « Voyages Officiels » ou « VO ». Un décret signé par le président de la République Gaston Doumergue le 14 décembre 1929 prévoyait déjà l'organisation de ce service. L'assassinat du roi accélère sa mise en place par une instruction interministérielle du 1er mars 1935.
Pendant la Seconde Guerre mondiale :
- la protection du maréchal Philippe Pétain est assurée par la garde personnelle du chef de l'État qui comprend un peloton motocycliste, qui devient en 1944 la Section Motocycliste d’Escorte, service assuré en 1948 par la Compagnie républicaine de sécurité CRS n° 1,
- pour la sécurité de Pierre Laval, est créé par René Bousquet le GSP (Groupe Spécial de Protection), unité de 247 personnes dissoute en août 1944.

Après la Seconde Guerre mondiale, la sécurité du général de Gaulle est notamment assurée par un groupe d'hommes issus de la France libre, dirigé par l'inspecteur général honoraire de la Police nationale et président du Club de Tir de Paris de la Police nationale Raymond Sasia,, premier policier français diplômé de l'académie du FBI à Quantico en Virginie aux États-Unis[réf. nécessaire].
En 1971, le service des voyages officiels et de la sécurité des hautes personnalités prend l’appellation « Service central des voyages officiels ». Il est chargé de la sécurité du président de la République, de la protection des hautes personnalités françaises et étrangères et de l’organisation des voyages officiels. En 1981, le Groupe de sécurité de la présidence de la République est créé et la première mission du service central des voyages officiels ne concerne plus que les « mesures générales concernant la sécurité du président de la République ».
En 1994, sous l'impulsion du ministre de l'Intérieur Charles Pasqua, le service prend l'appellation de « service de protection des hautes personnalités » (SPHP). En 2008, le service absorbe le Groupe de sécurité de la présidence de la République,.
En juin 2010, un rapport de la Cour des comptes mentionnait notamment, parmi les personnalités bénéficiant d'une protection du SPHP, les anciens Premiers ministres Dominique de Villepin et Jean-Pierre Raffarin, les anciens ministres de l'Intérieur Pierre Joxe, Jean-Pierre Chevènement et Charles Pasqua, les anciennes épouses de président Danielle Mitterrand et Bernadette Chirac, les anciens candidats à l'élection présidentielle de 2007 François Bayrou et Ségolène Royal, l'ancienne otage et parlementaire Íngrid Betancourt, l'ancien ministre Michel Charasse ou encore la présidente du MEDEF Laurence Parisot.
En 2013, dans le cadre de la réforme de l'administration centrale des ministères de l'Intérieur et des Outre-mer, le service prend le nom de « Service de la protection » (SDLP), et intègre dans son organigramme le « Service de sécurité du ministère de l'Intérieur » créé en 1976 et le « Service central automobile » (SCA) créé en 1940.

Ancien logo du Service de la protection.

Le 7 janvier 2015, Franck Brinsolaro, policier du service de la protection garde du corps de Charb, est tué lors de l’attentat contre Charlie Hebdo,.
En 2016, Le Parisien révèle l'existence au sein de ce service d'une caisse noire, surnommée « la motte », alimentée par les pourboires lâchés par les personnalités étrangères aux policiers chargés de les protéger lors de leur passage en France. Le directeur général de la Police nationale, Jean-Marc Falcone, rappelle l'interdiction pour les policiers de recevoir une rémunération — autre que leur salaire — pour l'accomplissement d'une mission. « Le devoir de probité est par ailleurs rappelé dans le code de déontologie de la police et de la gendarmerie nationale », insiste-t-il, avant de promettre « l'ouverture d'une enquête » si « un tel comportement (…) inadmissible » était tenu par un policier.

## Organisation

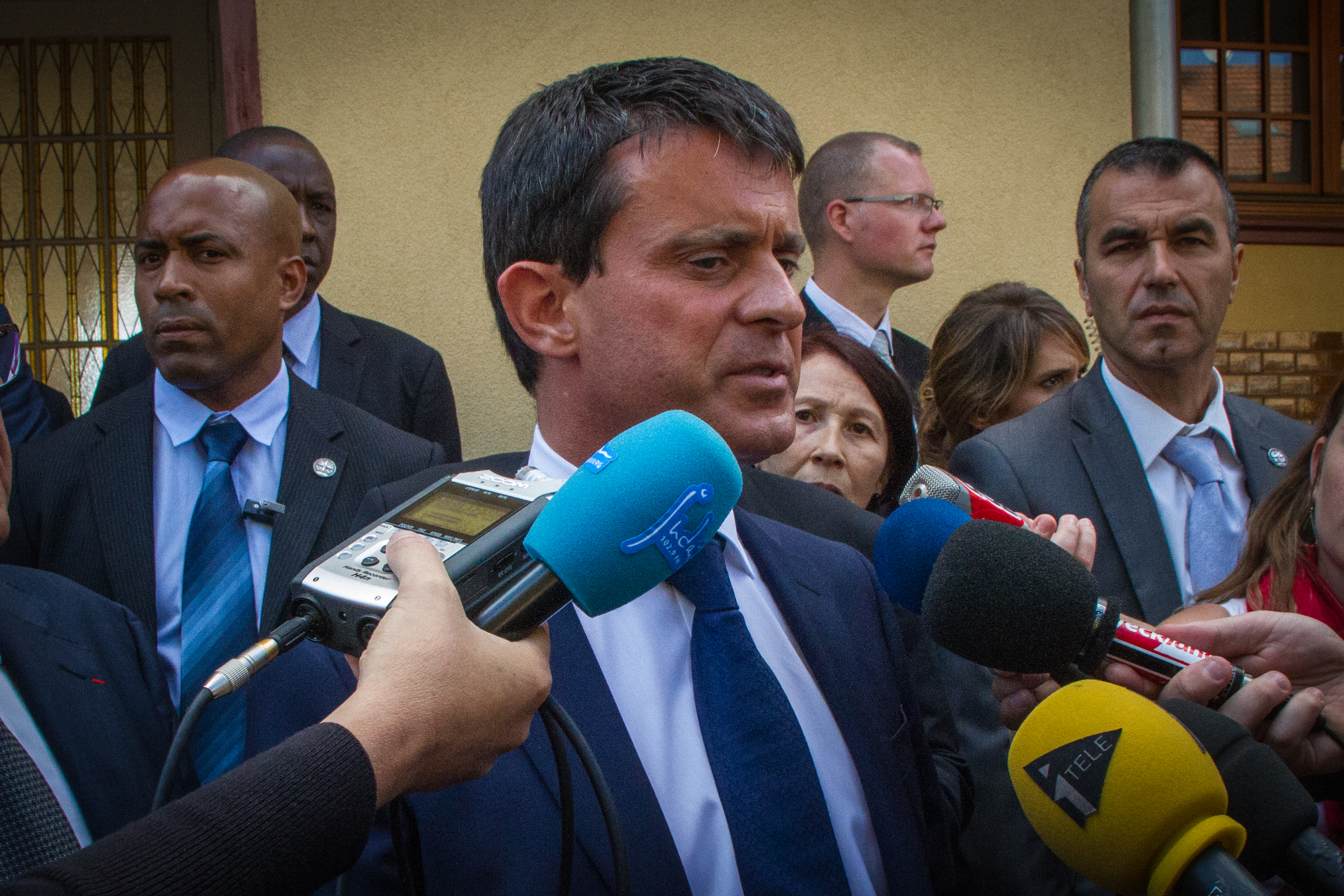
Manuel Valls accompagné de membres du service de la protection. Août 2013.

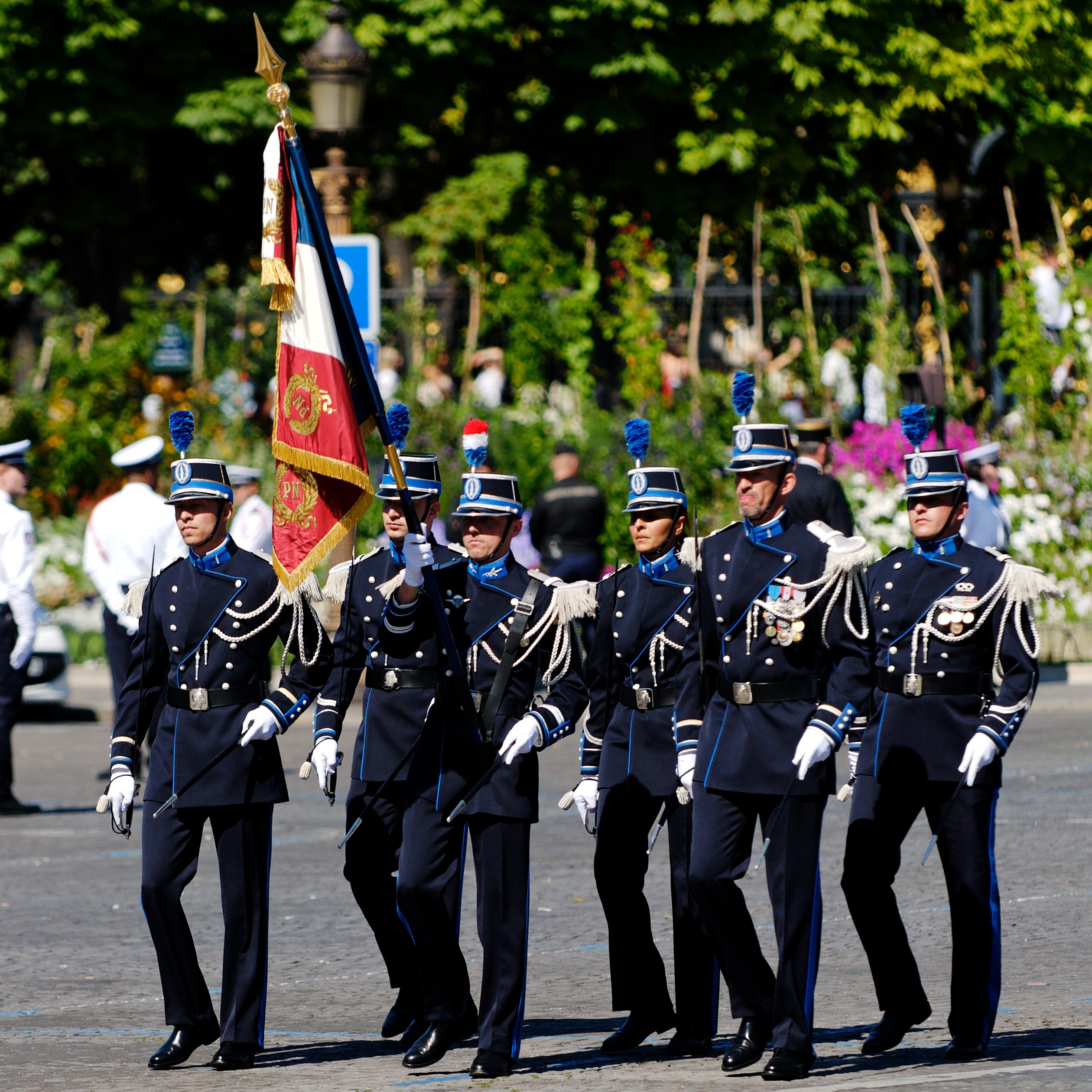
Le Service de sécurité du ministère de l'Intérieur lors du défilé militaire du 14 juillet 2008 gardant le drapeau de la Police nationale. Sa grande tenue d’honneur rappelle l’uniforme des policiers de 1873 avec le double boutonnage et le shako. Le plumet (bleu pour les membres du corps d'encadrement et d'application, tricolore (bleu, blanc, rouge) pour les officiers et les commissaires, et blanc, symbole de l’autorité, pour les chefs de corps) a été inspiré par celui du Guet royal, institué par Saint Louis en 1254. La boucle du ceinturon est à l’effigie de Marianne.

Le service emploie 1 471 agents ; il est basé à Paris, rue de Miromesnil, non loin du ministère de l'Intérieur et du palais de l'Élysée. Il dispose également d'une antenne permanente à Strasbourg, où siègent plusieurs institutions européennes dont le Parlement européen, ainsi qu'en Corse.
Le service, dirigé depuis janvier 2020par l'inspecteur général de la Police nationale Luc Presson,, comprend :
- un état-major, composé de 3 unités :
  - la division de l'information, de l'analyse et de la coordination ;
  - la division de l'appui opérationnel ;
  - la division des études de sûreté.
- le groupe de sécurité de la présidence de la République (GSPR) : il assure, en France et à l’étranger, la protection personnelle et immédiate du président de la République, et met en œuvre les mesures nécessaires à sa sécurité, notamment à l’organisation matérielle et à la sécurité de ses déplacements.
- la sous-direction de la protection des personnes (SDPP), au sein de laquelle figurent :
  - la division de l'organisation et des compétences spécialisées : qui comprend le groupe d'appui et de protection (GAP) qui assure les missions sensibles de protection rapprochée ;
  - la division des missions, avec :
    - la sous-division des missions permanentes, qui a la charge notamment de la sécurité :
      - des personnalités gouvernementales, avec les groupes de sécurité régaliens (le groupe de sécurité du Premier ministre, le groupe de sécurité du ministre de l'Intérieur, le groupe de sécurité du ministre de la Justice, le groupe de sécurité du ministre des Armées, le groupe de sécurité des Affaires étrangères),
      - des personnalités civiles,
      - des personnalités menacées.

    - la sous-division des missions temporaires, qui comprend :
      - les équipes de sécurité générale et de sécurité rapprochée,
      - l'antenne Corse,
      - l'antenne de Strasbourg.
- la sous-direction de la sûreté (SDS), qui assure les missions de protection et de sécurité des bâtiments de l'administration centrale du ministère de l'Intérieur, 24H/24 et 7J/7, conçoit et organise les cérémonies officielles présidées par le ministre de l'Intérieur et assure la surveillance des personnes placées en garde à vue aux sièges des directions et services centraux de la police nationale. Elle comprend :
  - l'unité opérationnelle de la sûreté, dans laquelle on retrouve les effectifs qui composent la garde au drapeau de la police nationale, défilant en tête des troupes de la police nationale lors du 14 juillet et présente lors de la journée de la police nationale créée le 9 juillet 2021 ;
  - le bureau des badges et enquêtes,
  - le bureau de la sécurité intérieure.
- la sous-direction des Ressources et des moyens mobiles (SDRMM), qui fournit à l’ensemble des composantes du service de la protection leurs moyens opérationnels. Elle assure la gestion financière, est chargée de la gestion administrative des personnels et participe à l’élaboration des règlements d’emploi. Elle gère également les moyens mobiles et organise le recrutement et la formation de l'ensemble des agents du service. Elle comprend :
  - la division des ressources,
  - la division des moyens mobiles,
  - la division de la formation, avec notamment l'école de conduite spécialisée qui forme les policiers du service de la protection et des autres services spécialisés aux techniques de la conduite rapide et anti-agression notamment.

## Recrutement
Les fonctionnaires actifs de police du corps de commandement et du corps d’encadrement et d’application, titulaires depuis deux ans, affectés à la sous-direction de la protection des personnes, peuvent être chargés, pour les fonctionnaires du corps de commandement, de missions de protection rapprochée, et, pour les membres du corps d’encadrement et d’application, de missions de protection rapprochée ou d’accompagnement de sécurité générale après avoir été déclarés médicalement aptes par l’administration aux missions exercées par la sous-direction, avoir réussi les épreuves de sélection et avoir satisfait à l’obligation de formation spécialisée.
Les fonctionnaires de police mentionnés peuvent être chargés de missions de protection des personnes pendant une durée de cinq ans. Ces affectations peuvent être renouvelées par période quinquennale si ces fonctionnaires sont toujours médicalement aptes à l’exercice de leurs missions et s’ils ont passé avec succès les épreuves de contrôle de l'aptitude professionnelle. Ils sont tenus de suivre les stages de spécialisation dispensés dès leur affectation à la sous-direction de la protection des personnes, la formation continue et les séances d’entraînement individuel et collectif.
Les épreuves de recrutement comprennent : 
- des épreuves psychotechniques ;
- des entretiens individuels ;
- des épreuves physiques ;
- des épreuves de tir ;
- une évaluation des connaissances professionnelles[11].

### Chefs de service

#### 1935-1992: Service des voyages officiels et de la sécurité des hautes personnalités (SVO-SDHP)
| Période   | Chef                   |
| --------- | ---------------------- |
| 1935-1938 | Charles Sisteron       |
| 1938-1942 | Alphonse-Jules Perrier |
| 1942-1944 | Jean Roure             |
| 1944-1962 | Georges Albayez        |
| 1963-1971 | Georges Parat          |
| 1971-1979 | Alain Montarras        |
| 1979-1981 | Jean Clerc             |
| 1981-1983 | René Barre             |
| 1983-1986 | Roger Lejeune          |
| 1986-1989 | Jean Reille            |
| 1989-1992 | Raymond Dematteis      |
| 1992-1994 | René-Georges Querry    |

#### 1992-2012: Service de protection des hautes personnalités (SPHP)
| Période   | Chef                 |
| --------- | -------------------- |
| 1994-1995 | René-Georges Querry  |
| 1995-2003 | Patrick Bardey       |
| 2003-2007 | Francis Labrousse    |
| 2007-2010 | Jean-Louis Fiamenghi |
| 2010-2012 | Gilles Furigo        |
| 2012-2013 | Frédéric Auréal      |

#### 2013: Service de la protection (SDLP)
| Période     | Chef            |
| ----------- | --------------- |
| 2013-2020   | Frédéric Auréal |
| Depuis 2020 | Luc Presson     |

## Armement
De par leurs missions particulières, les policiers des VO puis du SPHP furent dotés d'armes spécifiques.
Dès la fin des années 1960, alors que la majorité des policiers sont équipés de pistolets en calibre 7,65mm Browning de marque Unique ou MAB, les VO (et d'autres services spécialisés) reçoivent des revolvers de calibre .38 Special comme le Colt Cobra et le S&W modèle 10 avec canon de trois ou quatre pouces. Les VO adoptent le revolver S&W modèle 12 avec canon de trois pouces spécialement modifié avec l'ajout d'une sûreté manuelle sur la face droite de l'arme ; cette version est spécifique à la police française. Ces revolvers sont plus fiables, plus faciles à porter en civil et utilisent une munition plus efficace que la 7,65mm Browning.
Les revolvers Manurhin, d'excellente qualité, sont également très appréciés ; les policiers des VO utilisaient probablement le MR 73 à canon de 2,5 ou 3 pouces, à l'instar des gendarmes du GSPR. Le Manurhin Remora 5 est également adopté dans les années 1980 pour sa compacité.
Dans les années 1990, les revolvers commenceront à être remplacés par des pistolets de calibre 9mm Parabellum. Depuis les années 2010, les revolvers ont été totalement remplacés par les pistolets, principalement des Glock 17 et 26.
Au même titre que d'autres forces de l'ordre telles que la BAC et les CRS, l'équipement du service s'est étoffé avec l'intégration de moyens à la hauteur de la menace terroriste, notamment le fusil d'assaut H&K G-36 C (compact),, qui retient souvent les faveurs du ministère de l'Intérieur.

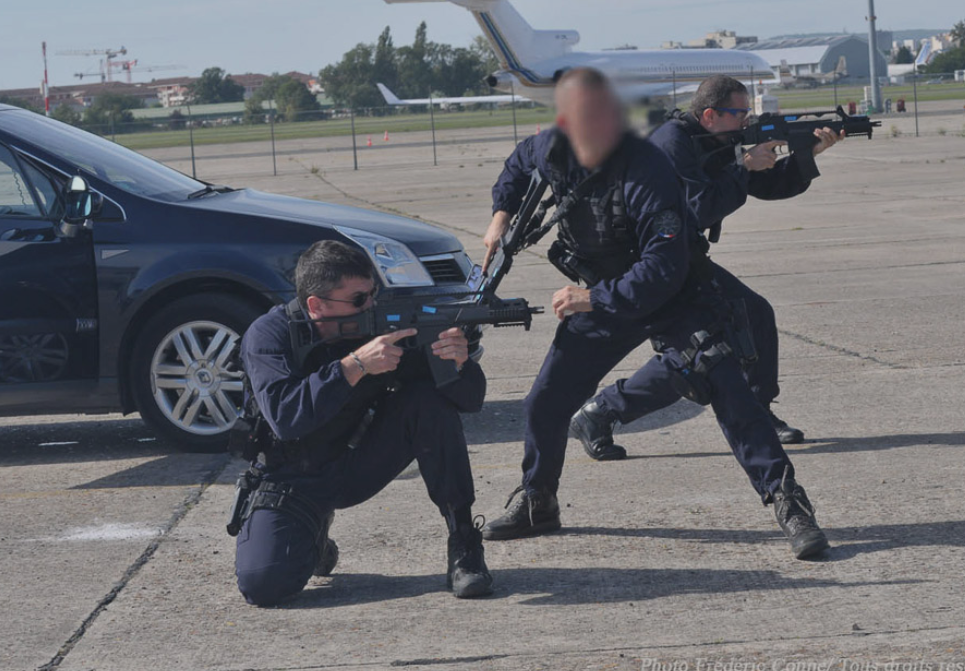
Le SDLP équipé d'armes d'assaut.